# Александра Волш
Александра Волш (англ. Alexandra Walsh; нар. 31 липня 2001) — американська плавчиня, срібна призерка Олімпійських ігор 2020 року, чемпіонка світу.

## Кар'єра
У 2019 році Александра Волш добилася свого першого успіху в дорослому плаванні. На Панамериканських іграх, що відбувалися в Лімі вона виграла три золоті медалі. Плавчиня зуміла стати найкращою на дистанціях 200 метрів на спині та комплексом. Окрім цього вона була в складі естафети 4×200 метрів вільним стилем, яка також здобула перемогу.
У 2021 році, під час американського олімпійського відбору, спортсменка перемогла на дистанції 200 метрів комплексом та кваліфікувалася на Олімпійські ігри в Токіо.
26 липня відбулися попередні запливи, де Александра показала час 2:09.94 та кваліфікувалася із третім часом у півфінал. Наступного дня спортсменка також показала третій час (2:09.57), кваліфікувавшись у фінал. Там вона програла лише японській спортсменці Юї Охасі, яка здобула свою другу золоту медаль. У фінальному запливі американка показала час 2:08.65.

## Виступи на Олімпійських іграх
| Олімпіада  | Дисципліна            | Час     | Місце |
| ---------- | --------------------- | ------- | ----- |
| Токіо 2020 | 200 метрів комплексом | 2:08.65 | 2     |